# 시카고 메드
《시카고 메드》(영어: Chicago Med)는 2015년부터 방영중인 《시카고 파이어》의 두번째 스핀오프 드라마이다.

## 캐스팅

### 메인 캐릭터
- 닥터 윌 할스테드 (시즌 1~8) : 닉 겔퍼스

- 에이프릴 섹스턴 (시즌 1~6, 조연 시즌 8) : 야야 다코스타

- 닥터 나탈리 매닝 (시즌 1~7, 게스트 출연 시즌 8) : 토리 더비토

- 닥터 새라 리스 (시즌 1~3, 게스트 출연 시즌 4, 10) : 레이첼 디필로

- 닥터 코너 로즈 (시즌 1~5) : 콜린 도널

- 닥터 이선 최 (시즌 1~8) : 브라이언 티

- 병원장 샤론 굿윈 : S. 이페이사 머커슨

- 닥터 다니엘 찰스 : 올리버 플랫

- 매기 록우드 : 마릴린 바렛

- 닥터 에이바 베커 (시즌 3~5, 조연 시즌 2) : 노마 쿨링

- 닥터 크로켓 마르셀 (시즌 5~9) : 도미닉 레인스

- 닥터 딘 아처 (시즌 7~) : 스티븐 웨버

- 닥터 딜런 스콧 (시즌 7~8) : 가이 로커드

- 닥터 스티비 해머 (시즌 7) : 크리스틴 헤이거

- 닥터 하나 애셔 (시즌 7~, 조연 시즌 5, 게스트 시즌 6) : 제시 슈람

- 닥터 미첼 리플리 (시즌 9~) : 루크 미첼

- 닥터 케이틀린 레녹스 (시즌 10) : 사라 라모스

- 닥터 존 프로스트 (시즌 10) : 대런 바넷